# Spermophile de Belding
Urocitellus beldingi
Espèce
Statut de conservation UICN

 LC  : Préoccupation mineure
Le Spermophile de Belding (Urocitellus beldingi) est une espèce d'écureuil terrestre, petit rongeur de la famille des Sciuridés.